# Hubertus Borck
Hubertus Borck (* 28. Februar 1967 in Lübeck) ist ein deutscher Kabarettist, Schriftsteller, Drehbuch- und Theaterautor.

## Werdegang
Borck begann seine künstlerische Laufbahn Mitte der 1980er als Schauspieler und Sänger unter anderem am Theater des Westens in Berlin.
1995 gründete er mit Alexandra Doerk das Musik-Kabarett Duo Bo Doerek, dem Corny Littmann mit dem Schmidt Theater und Schmidts Tivoli eine künstlerische Heimat bot. Bo Doerek wurden zum festen Bestandteil der deutschen Comedy-Szene. In den folgenden Jahren schrieb Borck acht abendfüllende Theater Produktionen für das Duo, das nicht nur in ganz Deutschland tourte, sondern auch in Österreich und der Schweiz auftrat. Borck arbeitete dabei als Songtexter u. a. mit Joachim Schlüter, Stephanie Hundertmark, Edda Schnittgard und Reggy Clasen zusammen. Nach einer letzten Gastspielreise trennten sich Bo Doerek und verabschiedeten sich nach 12 gemeinsamen Jahren mit einer Gala am 21. Mai 2007 im Schmidts-Tivoli von ihrem Publikum.
Parallel zu seiner Bühnenarbeit begann Borck Anfang der 2000er Jahre als Autor für TV-Serien zu arbeiten. So schrieb er Drehbücher u. a. für Gute Zeiten, schlechte Zeiten und die NDR Produktion Rote Rosen.
Dem Theater blieb er mit verschiedenen Produktionen treu.
Borck ist Preisträger von Rowohlt-Rotation, dem Autorenwettbewerb des Rowohlt Verlags. «Das Profil», der Auftaktband seiner Thrillerreihe Erdmann und Eloğlu erschien am 18. Oktober 2022. Das Hörbuch wurde von Daniela Ziegler, alle weiteren drei Bände der Reihe von Anne Moll eingesprochen. 

## Theaterproduktionen (Auswahl)
- Bo Doerek ist Trumpf, St. Pauli Theater, 1999[4]
- Nur die Liebe lässt uns leben, St. Pauli Theater, 2000[5]
- Engel von St. Pauli, Schmidts Tivoli, 2005[6]
- Hello again, Schmidt Theater 2017
- Zweimal um die Welt, First Stage Theater 2019

## Schriften
- Das Profil, Rowohlt Verlag, Hamburg 2022, ISBN 978-3-499-00824-5
- Die Klinik, Rowohlt Verlag, Hamburg 2023, ISBN 978-3-499-00825-2
- Die Strafe, Rowohlt Verlag, Hamburg 2023, ISBN 978-3-499-01077-4
- Die gute Tat, Rowohlt Verlag, Hamburg 2025, ISBN 978-3-644-01523-4

## Diskografie (Auswahl)
- Germany, 12 Points, Live aus dem Hamburger Schmidt Theater
- Nur die Liebe lässt uns leben, Live aus dem St. Pauli Theater, Special Guest: Mary Roos
- 2 Zicken im ¾ Takt, Eine Melloton Produktion, Hamburg
- Die drei ???, Folge 92: Todesflug & Folge 94: Das schwarze Monster
- Ein Fall für TKKG, Folge 123, Mord im Luxus-Klo
- Fünf Freunde, Folge 38: Fünf Freunde und das rätselhafte Medaillon

## Belege
1. ↑  Bo Doerek: Eine Wundertüte zum Abschied. In: Hamburger Morgenpost. 23. Mai 2007, abgerufen am 2. Juli 2020.
2. ↑  Hubertus Borck - Serien, Sendungen auf TV Wunschliste. Abgerufen am 2. Juli 2020.
3. ↑  Hubertus Borck, auf rowohlt.de
4. ↑  Jubel für Bo Doerek ist Trumpf im St. Pauli-Theater: Schlager ohne Wenn und Aber. 3. April 1999, abgerufen am 2. Juli 2020.
5. ↑  Bo Doerek - Nur Die Liebe Lässt Uns Leben - Best Of Bo Doerek. Abgerufen am 2. Juli 2020.
6. ↑  kru: Himmlisch: Zwei Engel flattern lästernd über die Reeperbahn. In: Die Welt. 17. Mai 2005 (welt.de [abgerufen am 2. Juli 2020]).

| Personendaten    | Personendaten                                             |
| ---------------- | --------------------------------------------------------- |
| NAME             | Borck, Hubertus                                           |
| KURZBESCHREIBUNG | deutscher Kabarettist, Texter, Drehbuch- und Theaterautor |
| GEBURTSDATUM     | 28. Februar 1967                                          |
| GEBURTSORT       | Lübeck                                                    |